# 馬特維伊夫齊
49°57′17″N 25°58′54″E / 49.95472°N 25.98167°E
馬特維伊夫齊（烏克蘭語：Матвіївці）是位於烏克蘭西部特諾皮爾州裏克列梅涅茨區的村莊，處於戈里尼卡河畔，始建於1545年，面積3.232平方公里，2003年人口779。